# Formidable
Formidable è un brano musicale del cantautore belga Stromae. Il medesimo è stato reso disponibile in download digitale dal 27 maggio 2013 in Belgio ed estratto come secondo singolo dall'album in studio Racine carrée.

## Tracce
Download digitale
Testi e musiche di Stromae; edizioni musicali Universal Music.
1. Formidable – 3:33

## Successo commerciale
Formidable ha ottenuto un grande successo di vendite in Francia. Il brano ha raggiunto la prima posizione della classifica nazionale con 10 500 download digitali venduti. È diventato il terzo singolo di Stromae ad aver raggiunto il primo posto (dopo Alors on danse e Papaoutai) ed è stato il quinto singolo più venduto nel 2013 con un totale di 186 000 copie.

## Classifiche

### Classifiche settimanali
| Classifica (2013-14) | Posizione massima |
| -------------------- | ----------------- |
| Austria              | 36                |
| Belgio (Fiandre)     | 1                 |
| Belgio (Vallonia)    | 1                 |
| Francia              | 1                 |
| Germania             | 39                |
| Italia               | 16                |
| Lussemburgo          | 6                 |
| Paesi Bassi          | 2                 |
| Svizzera             | 13                |

### Classifiche di fine anno
| Classifica (2013) | Posizione |
| ----------------- | --------- |
| Belgio (Fiandre)  | 7         |
| Belgio (Vallonia) | 2         |
| Francia           | 5         |
| Paesi Bassi       | 55        |
| Svizzera          | 59        |